# Katie Drabot
Katherine (Katie) Drabot (Cedarburg, 2 september 1997) is een Amerikaanse zwemster.

## Carrière
Bij haar internationale debuut, op de wereldkampioenschappen kortebaanzwemmen 2014 in Doha, strandde Drabot in de series van de 200 meter vrije slag. Op de 4×200 meter vrije slag eindigde ze samen met Shannon Vreeland, Kathleen Baker en Elizabeth Beisel op de vijfde plaats.
Tijdens de wereldkampioenschappen kortebaanzwemmen 2016 in Windsor zwom ze samen met Katrina Konopka, Madison Kennedy en Ali DeLoof in de series van de 4×100 meter vrije slag, in de finale veroverde Kennedy samen met Amanda Weir, Kelsi Worrell en Mallory Comerford de gouden medaille. Op de 4×200 meter vrije slag zwom ze samen met Mallory Comerford, Sarah Gibson en Leah Smith in de series, in de finale legden Smith, Comerford en Gibson samen met Madisyn Cox beslag op de zilveren medaille. Voor haar aandeel in de series van beide estafette ontving Drabot een gouden en een zilveren medaille.
Op de Pan-Pacifische kampioenschappen zwemmen 2018 in Tokio behaalde de Amerikaanse de bronzen medaille op de 200 meter vlinderslag. Daarnaast eindigde ze als elfde op de 400 meter vrije slag en werd ze uitgeschakeld in de series van de 200 meter vrije slag.
In Gwangju nam Drabot deel aan de wereldkampioenschappen zwemmen 2019. Op dit toernooi veroverde ze de bronzen medaille op de 200 meter vlinderslag.

## Internationale toernooien
| Jaar | Olympische Spelen | WK langebaan     | WK kortebaan                                                                                      | PanPacs                                                        |
| ---- | ----------------- | ---------------- | ------------------------------------------------------------------------------------------------- | -------------------------------------------------------------- |
| 2014 |                   |                  | 18e 200m vrije slag 5e 4×200m vrije slag                                                          | geen deelname                                                  |
| 2015 |                   | geen deelname    |                                                                                                   |                                                                |
| 2016 | geen deelname     |                  | 4×100m vrije slag · Drabot zwom enkel de series · 4×200m vrije slag · Drabot zwom enkel de series |                                                                |
| 2017 |                   | geen deelname    |                                                                                                   |                                                                |
| 2018 |                   |                  | geen deelname                                                                                     | serie 200m vrije slag · 11e 400m vrije slag · 200m vlinderslag |
| 2019 |                   | 200m vlinderslag |                                                                                                   |                                                                |

## Persoonlijke records
Bijgewerkt tot en met 3 augustus 2020
Kortebaan
| Afstand         | Tijd    | Datum           | Plaats    |
| --------------- | ------- | --------------- | --------- |
| 200m vrije slag | 1.54,23 | 1 november 2014 | Singapore |
| 400m vrije slag | 4.06,35 | 29 oktober 2014 | Tokio     |

Langebaan
| Afstand          | Tijd    | Datum            | Plaats      |
| ---------------- | ------- | ---------------- | ----------- |
| 200m vrije slag  | 1.57,61 | 25 augustus 2017 | Taipei      |
| 400m vrije slag  | 4.08,07 | 2 juni 2017      | Santa Clara |
| 200m vlinderslag | 2.06,59 | 24 juli 2019     | Gwangju     |